# El Cocuy
El Cocuy, cuyo nombre colonial fue primero San Gabriel de El Cocuy y después Villa de Nuestra Señora del Rosario de El Cocuy, es un municipio colombiano, capital de la Provincia de Gutiérrez, en el departamento de Boyacá. Es conocido como «Ciudad Nevado, Remanso de Paz». El estilo arquitectónico del casco urbano es de tipo republicano y colonial, con algunas calles empedradas, y sus viviendas conservan el estilo con el que fueron construidas, con el fin de preservar, restaurar, conservar y mejorar el uso racional de los espacios públicos y privados. El Cocuy es conocido principalmente por su nevado.
También da nombre al parque nacional natural El Cocuy y a la Sierra Nevada del Cocuy.

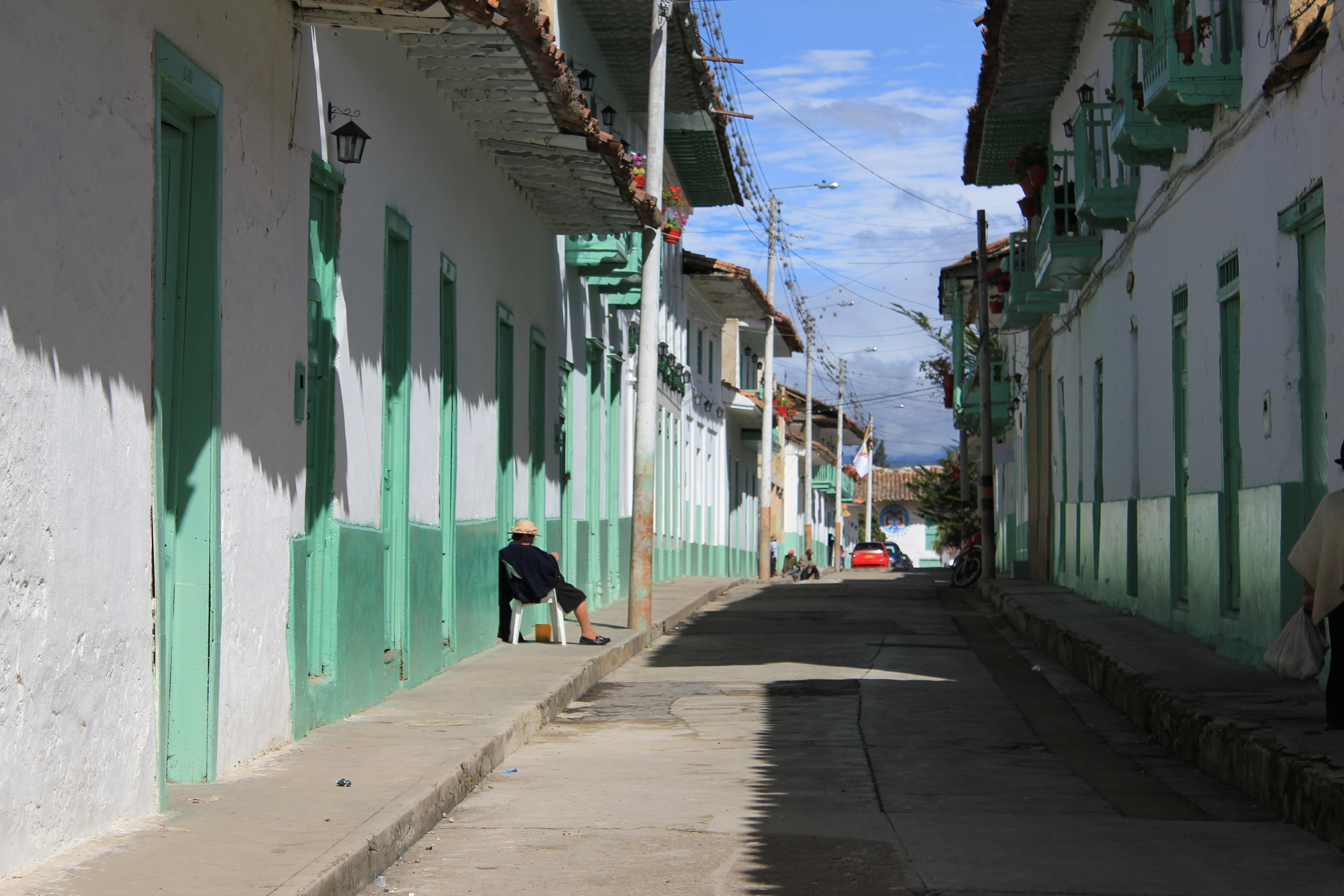
Calle del municipio.
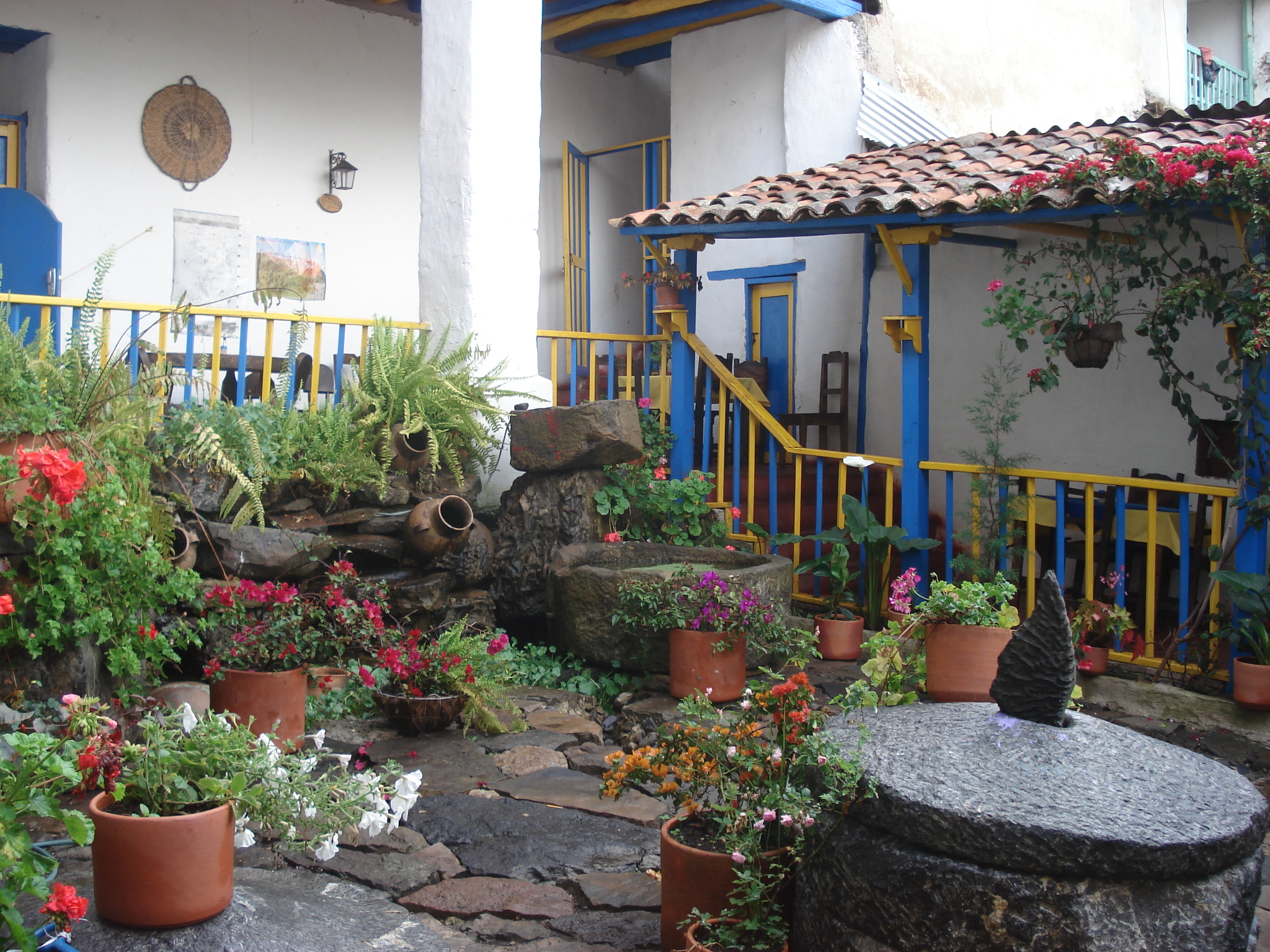
Patio de una casa virreinal.
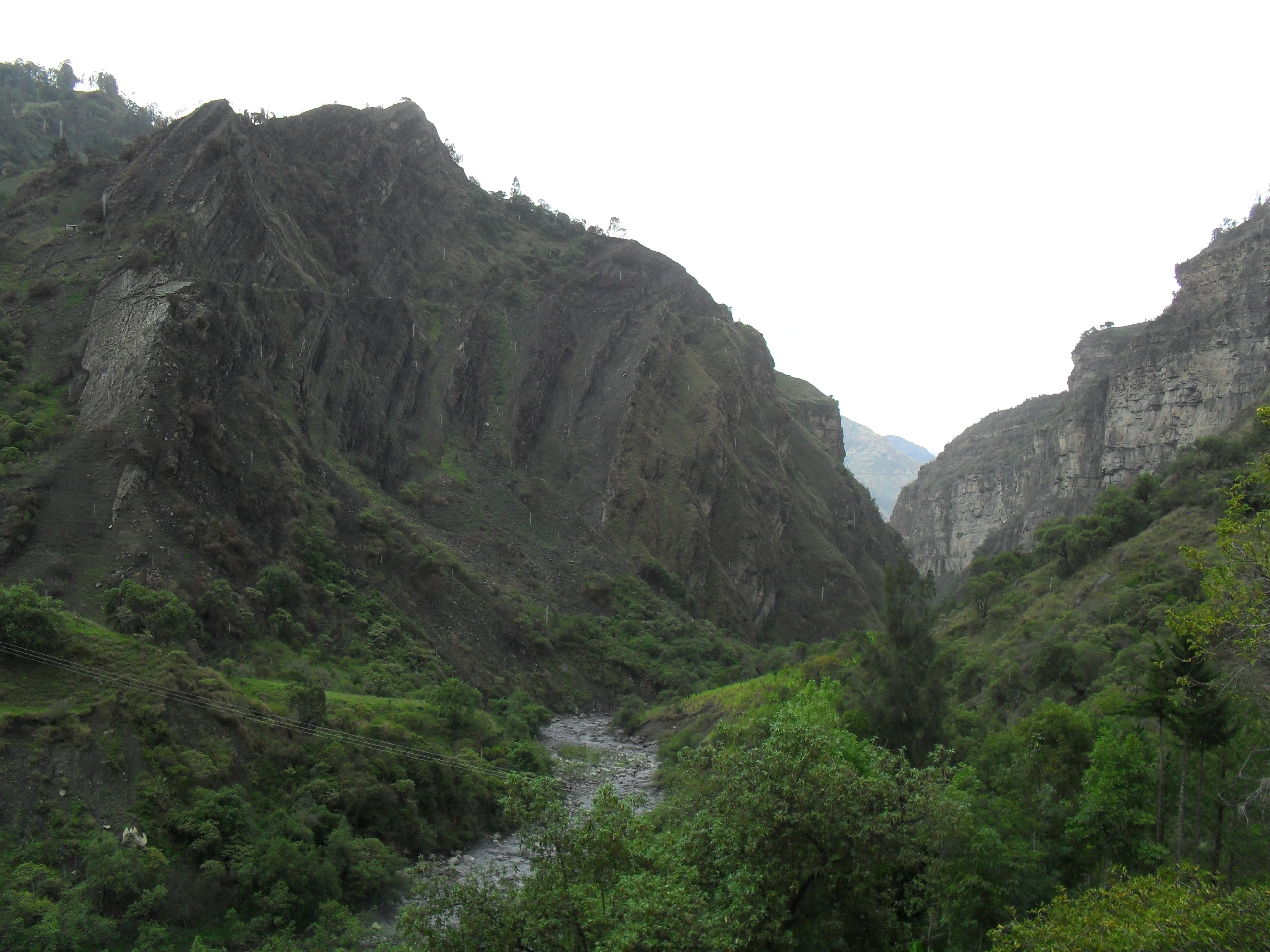
Valle del río Chiscano.

## Toponimia

### Origen lingüístico[3]
- Familia lingüística: Chibcha
- Lengua: Tunebo

### Significado
La conformación de la palabra cocuy, como término que posiblemente perteneció a la lengua general tumebo, presenta los vocablos cho "bueno", co "apoyo", cu "semejanza", kui "oficial".

### Origen / Motivación
La denominación de Cocuy proviene del insecto coleóptero conocido como Cocuyo, muy abundante en la región. Con una herencia tunebo-muisca el término designa en la zona una sierra nevada con alturas significativas, como pilar de la creación, territorio sagrado para la comunidad U’wa, pueblo de la misma familia Muisca, quienes también fueron llamados “los que vuelan, bailan y alumbran por la noche” como los Túnaba o Cocuyos, pueblo iluminado donde se apoya la creación”.

## Historia
En la época precolombina, el territorio del actual municipio de El Cocuy estuvo habitado por los indígenas sujetos al Cacique Choqui, también llamado Coquy, Cocui o Cocuy.
En 1534 partió la expedición del alemán Jorge Espira, Gobernador de Venezuela, con 310 hombres, con quienes atravesó los ríos Apure y Zarate. Cuando llegó a las Barrancas del Opia, en los Llanos Orientales de Colombia, recibió noticias de los nativos que le informaron de una rica población que vivía en las montañas, vestían con mantas de algodón y joyas de oro. Espira cruzó entonces, con gran dificultad, las montañas brumosas hasta llegar a la vertiente occidental de la cordillera, donde divisaron el Valle del Cocuy.
En 1541, Hernán Pérez de Quesada, conquistador de la provincia de Tunja, envió al capitán Gonzalo García Zorro a conquistar el territorio del Cocuy. Con García Zorro iban también Francisco Lorenzo, Antón de Santana y Héctor de Sequera. El 28 de febrero de 1541, el Capitán Gonzalo García Zorro fundó la población con el nombre de Gabriel de El Cocuy. Cuatro meses después, ante los rumores llevados por Lope Montalvo de Lugo y sus compañeros a Hernán Pérez de Quesada sobre la existencia de grandes tesoros en los Llanos, Pérez de Quesada ordenó la despoblación de El Cocuy con el fin de que los indios del pueblo fueran a los llanos como cargueros en la búsqueda de El Dorado. Posteriormente, Alonso Luis Fernández de Lugo levantó cargos contra Pérez de Quesada por haber forzado la despoblación de El Cocuy.
Los primeros encomenderos de El Cocuy fueron Pedro de Colmenares, Martín Puyol, Simón Díaz y Pedro Escudero Herrezuelo. En enero de 1602, el Oidor y Visitador General de la Provincia de Tunja, Licenciado Luis Henríquez, visitó la encomienda de El Cocuy, y ordenó su traslado a un clima más cálido y apto para el cultivo.
A finales de la década de 1720, los habitantes de El Cocuy solicitaron al Arzobispo de Santafé de Bogotá la elevación de su pueblo a la categoría de parroquia. El Arzobispo no accedió, pero les concedió el título de viceparroquia de Nuestra Señora del Rosario y Señor San José de El Cocuy, nombrando como cura al capellán Antonio Joseph Flórez. Con recursos propios, los habitantes de El Cocuy edificaron la primera iglesia en bahareque y compraron los ornamentos necesarios para la celebración de la misa.
En 1738, el señor Francisco Chacón donó un inmenso lote de tierra en el Valle de El Cocuy para la edificación de una nueva iglesia, casa cural y edificios de gobierno. Con estas nuevas construcciones, la población aspiró de nuevo a la categoría de parroquia, pero el provisor y vicario general del Arzobispado de Bogotá declaró nula la aspiración de los vecinos de El Cocuy, y con el Decreto del 30 de marzo de 1751, declaró no haber lugar a la fundación y ordenó que fuese demolida por el Cura la capilla que los españoles tenían edificada con título de viceparroquia, y que los ornamentos fuesen llevados al pueblo de los indios. La decisión del Arzobispado fue apelada por los vecinos de El Cocuy, quienes enviaron en representación a don Agustín de las Bárcenas para iniciar pleito contra el Arzobispado ante la Real Audiencia de Santafé de Bogotá. Luego de un arduo proceso, El Cocuy ganó el pleito, y mediante auto del 19 de octubre de 1751, la Real Audiencia le ordenó al Arzobispo Pedro Felipe de Azúa adjudicar licencia para la fundación de la parroquia.

## Geografía

### Límites municipales
El Cocuy está delimitado por el departamento de Arauca al este, con Casanare al sureste y el resto con sus vecinos de su propio departamento:
| Noroeste: Panqueba | Norte: Güicán | Nordeste: Güicán               |
| Oeste: San Mateo   |               | Este: Tame ( Arauca)           |
| Suroeste: La Uvita | Sur: Chita    | Sureste: La Salina ( Casanare) |

## Ecología
Ecosistemas: selva en el monte llanero, bosque andino, páramo y nevado.
Fauna: Su fauna se caracteriza por los osos de anteojos, dantas de páramo, venados, águilas reales y tigrillos.
Vegetación: en la flora de páramo se destacan los frailejones y en la flora andina, árboles maderables como el amarillo, el cedro y el totumo, entre otros.
Clima: frío, de páramo y templado.
Comunidades indígenas presentes en el área: U'wa, grupo que conserva casi intactas sus tradiciones y maneras de usar los recursos. Ellos son aliados de la conservación del área protegida. En la zona occidental del parque habitan la cultura mestiza andina.
Las actividades agropecuarias se han desarrollado en los páramos del área, situación que coloca en riesgo la de este ecosistema.

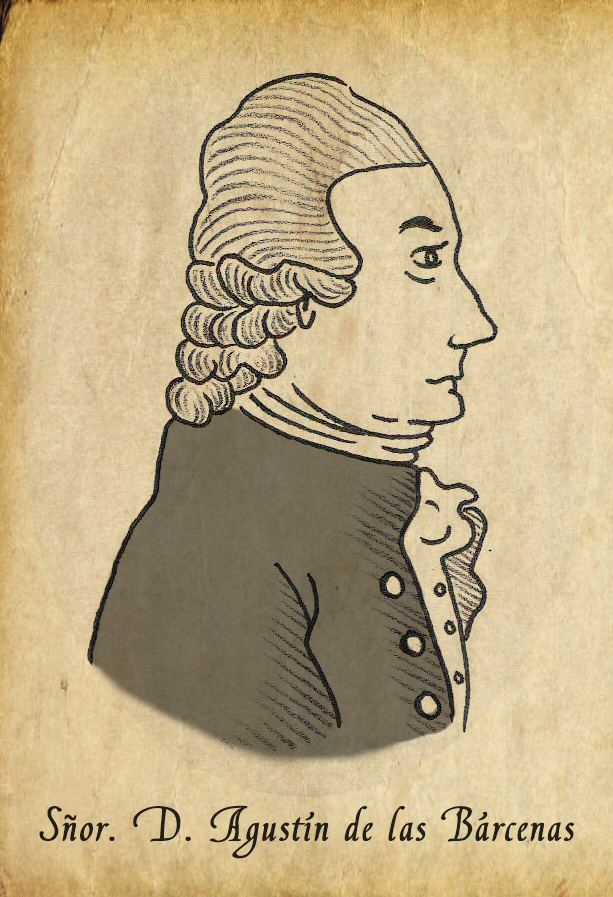
Don Agustín de las Bárcenas, apoderado de los vecinos de El Cocuy ante el pleito presentado contra el Arzobispado de Santafé de Bogotá en 1751.

## Cocuyanos ilustres
- José Santos Gutiérrez Prieto: presidente de los Estados Unidos de Colombia entre el 1 de abril de 1868 y el 1 de abril de 1870.
- Francisco Borja Quintero Gallo (güicanense hijo del cocuyano Juan Nepomuceno Quintero): abogado, coronel y político.
- Honorato Quintero Toscano: militar y político, diputado a la Asamblea de Boyacá entre el 10 de octubre de 1872 y el 30 de septiembre de 1874.
- Olimpo Gallo Espinel: ingeniero, descubridor de las minas de hierro en Paz del Río.

## Actividad económica
- Agrícola: Papa, trigo, cebada, maíz con fríjol, arveja, haba y frutales.
- Ecoturismo.
- Pecuaria: Ganado bovinos, ovinos, caprinos, equinos, aves de corral, porcinos y peces.
- Otras: comercial y micro empresarial.

## Movilidad
Aéreo: Hasta el Municipio de El Espino. Los vuelos comerciales tienen muy bajas e inciertas frecuencias y el costo de cada vuelo ronda los 350.000 pesos.
Terrestre:
- Desde Bogotá se toma la Central del Norte hacia Tunja pasando por Duitama, Belén, Soatá, Boavita, La Uvita, San Mateo, Guacamayas, Panqueba y El Cocuy (11 - 12 horas, pavimentada en la mayor parte de su recorrido). O bien, se puede realizar el recorrido Bogotá - Tunja - Duitama - Soatá - Capitanejo - El Espino - Panqueba y El Cocuy.
- Por el sector Suroccidental: Tame (Arauca) - Sácama (Casanare).
- Por el sector Nororiental: Cubará - El Chuscal (Resguardo Indígena U'wa).

Transporte público:

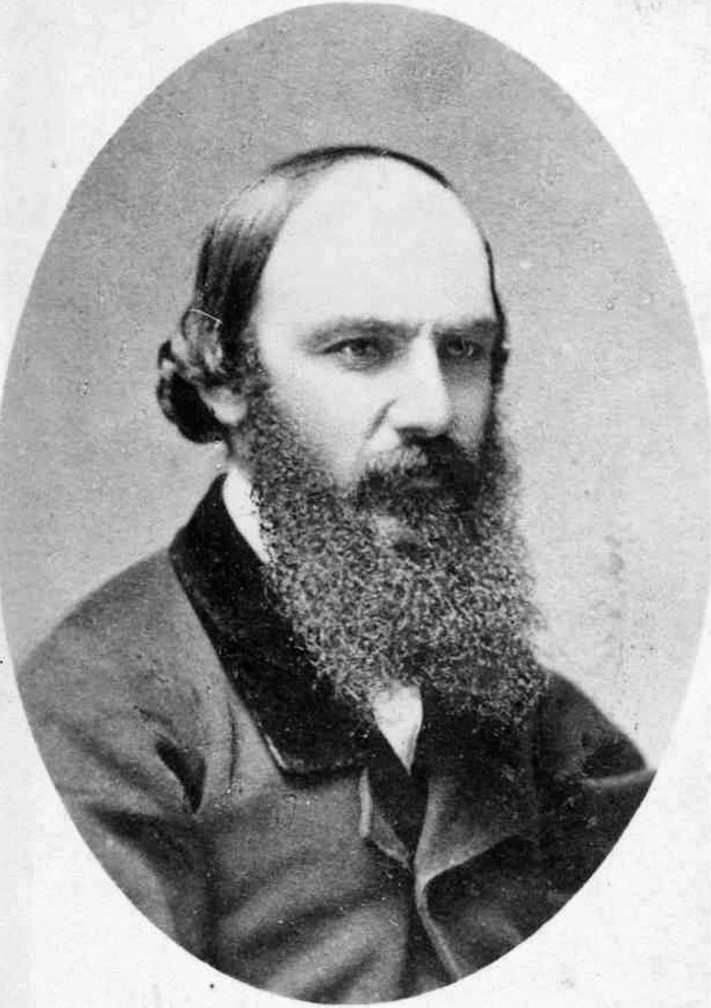
José Santos Gutiérrez Prieto, presidente de Colombia nacido en El Cocuy.

Para ir a El Cocuy desde Bogotá en bus, se pueden tomar las empresas Expreso Paz de Río - Gacela o Libertadores - Coflonorte, con salida del terminal Salitre a las 6:00 a. m., 2:00 p. m., 6:30 p. m. y 9:00 p. m. Los horarios de estas mismas empresas en el trayecto El Cocuy - Bogotá son: 5:00 a. m., 11:00 a. m., 6:00 p. m. y 8:00 p. m. Los buses realizan la siguiente ruta: Bogotá - Tunja - Duitama - Soatá - Boavita - San Mateo - Guacamayas - El Cocuy - Güicán.
El costo del pasaje entre Bogotá y El Cocuy es de 100.000 pesos.
Desde la ciudad de Duitama se puede tomar la empresa Cootradatil.
Para llegar a El Cocuy desde otras ciudades es necesario llegar a Bogotá, Tunja, Duitama o Soatá, dado que únicamente desde allí se puede encontrar bus directo hacia El Cocuy.